# Madagascar 3: Europe's Most Wanted (jogo eletrônico)
Madagascar 3: Europe's Most Wanted: The Video Game é um jogo baseado no filme Madagascar 3: Europe's Most Wanted. Nos Estados Unidos, o filme foi lançado dia 8 de Junho de 2012, enquanto o jogo foi lançado 5 de Junho de 2012 para Xbox 360, PlayStation 3, Nintendo DS, Nintendo 3DS, Wii e PlayStation Vita. 

## Jogabilidade
O Jogo permite aos jogadores jogar com Alex, Melman, Gloria e Marty na tentativa deles de escapar da Capitã Chantel DuBois e voltar para Nova Iorque através de um espetáculo de circo de 5 vias, com uma queda de 4 vias de fuga.

## Referencias
1. ↑  «Madagascar 3: The Video Game no all game». 2012. Consultado em 10 de Março de 2012